# Bath & Body Works
Bath & Body Works ist eine US-amerikanische Parfümeriekette im Besitz von Limited Brands.
Das Unternehmen wurde im Jahr 1990 von Leslie Wexner gegründet, der den ersten Laden in Boston eröffnete. Die Kette umfasste im Jahr 2012 1.587 Filialen, wovon sich die meisten in den USA befinden. Nach der Übernahme der kanadischen Gesellschaft La Senza durch Limited Brands im Jahr 2008 konnte Bath & Body Works sechs Läden in Kanada eröffnen. Danach eröffnete die Kette auch Läden in Kuwait und in anderen Staaten des Nahen Ostens.
Bath & Body Works verkauft Hygiene- und Parfümerieprodukte für Männer und Frauen. Unter den Handelsmarken "Signature Collection", "C.O. Bigelow", "Slatkin" und "True Blue Spa" werden unter anderem Lotionen, Seifen, Parfümes, Lippenstifte und ähnliche Kosmetikartikel verkauft. Daneben werden Produkte von Victoria’s Secret, das sich ebenfalls im Besitz von Limited Brands befindet, angeboten.
Im August 2021 nannte sich die Muttergesellschaft Limited Brands um und nahm den Namen Bath & Body Works, Inc. an. Der Victoria’s Secret Wäschebereich wurde in eine eigene Firma Victoria’s Secret & Co. ausgelagert.